# Руська Поляна (Земетчинський район)
Ру́ська Поля́на (рос. Русская Поляна) — присілок у складі Земетчинського району Пензенської області, Росія.
Населення — 13 осіб (2010; 52 у 2002).
Національний склад станом на 2002 рік:
- росіяни — 100 %